# Żleb Szecówki

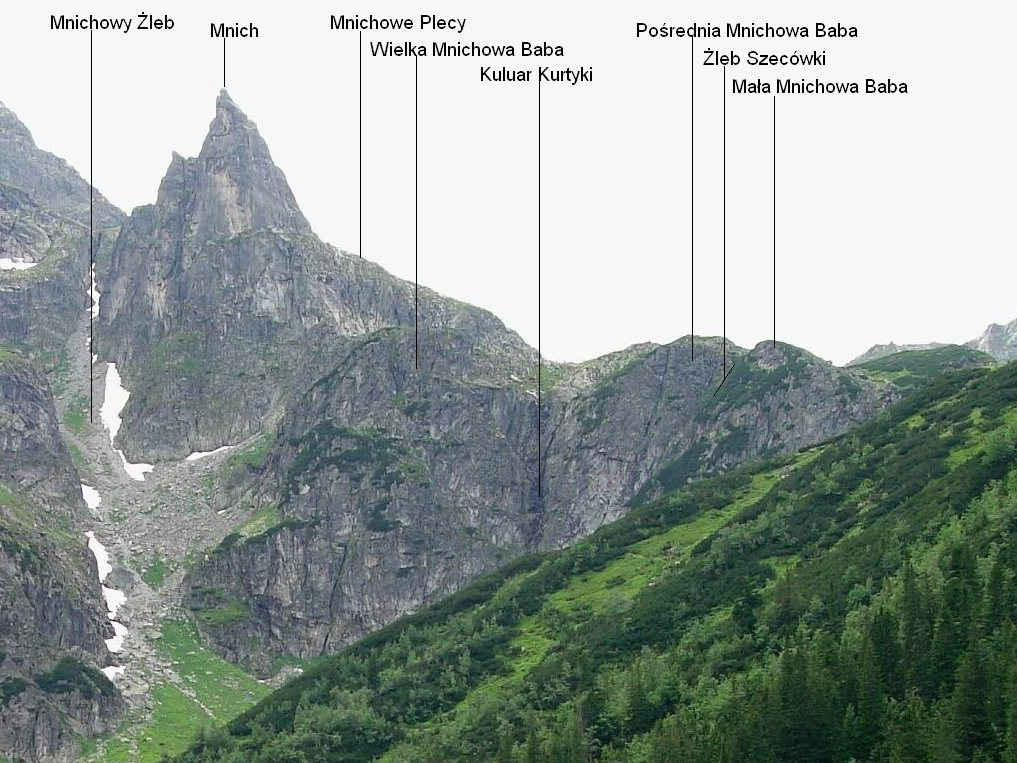

Żleb Szecówki – żleb opadający z Mnichowego Tarasu do Nadspadów w Dolinie za Mnichem w polskich Tatrach Wysokich. Oddziela Małą Mnichową Babę od Pośredniej Mnichowej Baby.
Nazwa żlebu pochodzi od taternika Stanisława Szecówki, który spadł do niego z lawiną. Żleb wcina się w piarżysto-trawiastą zatokę na Mnichowym Tarasie. Orograficznie lewe ograniczenie żlebu tworzy grzęda Małej Mnichowej Baby, prawe filar Pośredniej Mnichowej Baby. Żleb jest kruchy, skalisto-trawiasty. Chodzą nim taternicy, ale głównie zimą, latem, jak pisze Władysław Cywiński żleb jest tylko dla kolekcjonerów. Przy wysokim stanie śniegu jest zaśnieżony, przy niskim wystaje z niego kilkumetrowej wysokości próg, zaś górna część to bardzo stromy trawnik. Czas przejścia 30 min, I w skali tatrzańskiej.